# Thierry Vissol
Thierry Vissol (Chabanais, 1951) è un economista francese.

## Biografia
Dopo un diploma universitario di tecnologia in meccanica (1971) e un dottorato in economia monetaria (1979), ha intrapreso una lunga carriera accademica in vari atenei occidentali, in cui ha insegnato storia del pensiero economico, macroeconomia, economia europea e filosofia sociale a Limoges dal 1975 al 1985, a Bruxelles dal 1986 al 1992 e a Yale dal 2002 al 2003.
Come funzionario della Commissione Europea dal 1980 al 2016, è stato tra i fautori del passaggio alla moneta unica, poi dal 2003 consigliere per la politica audiovisiva della Commissione europea. È creatore e animatore di numerosi think tank, tra cui il CEPIME (centre Ecu et Prospective d'intégration monétaire européenne) presso l'ICHEC (Institut catholique des hautes Etudes commerciales.
Nel 2002 è stato insignito del premio Lyssenko.
Si è dedicato, dal 2017 alla promozione e alla salvaguardia della libertà d'espressione e della satira politica, tramite il centro Librexpression della Fondazione Giuseppe Di Vagno da lui presieduto.
Oltre alle numerose collaborazioni con prestigiose testate, è autore di numerosi articoli e libri, tradotti in varie lingue.
È cavaliere della Legione d'Onore francese.

## Opere
- Si l'Euro m'était compté/conté!, illustrato da Jean-Marc Collier, Editions de La Bohème, Europartenaires, IEED, 1998
- Petit dictionnaire de l'Euro, con Daniel Cohn-Bendit et Olivier Duhamel, Seuil, 1998
- The Euro: Consequences for the Consumer and the Citizen, (curatore), Kluwer Academic Publishers, 1999
- Is there a case for an EU information television Station? Office  for official Publications of the European Commission, 2006
- Quo vadis Euro(pa), con Francesco Gui, Lithos, 2012
- Alla scoperta dell'Europa. Viaggio in un mondo sconosciuto, illustrato da Maurizio Boscarol, Mamma!, 2013
- È tutta colpa dell'Europa, Donzelli, 2014
- Toby, dalla pace alla guerra, Donzelli, 2014
- Thierry Vissol, Dino Aloi, Libertà di espressione in Europa, Il Pennino, 2015
- Europa matrigna, Donzelli, 2019